# Die Katakombe Frankfurt

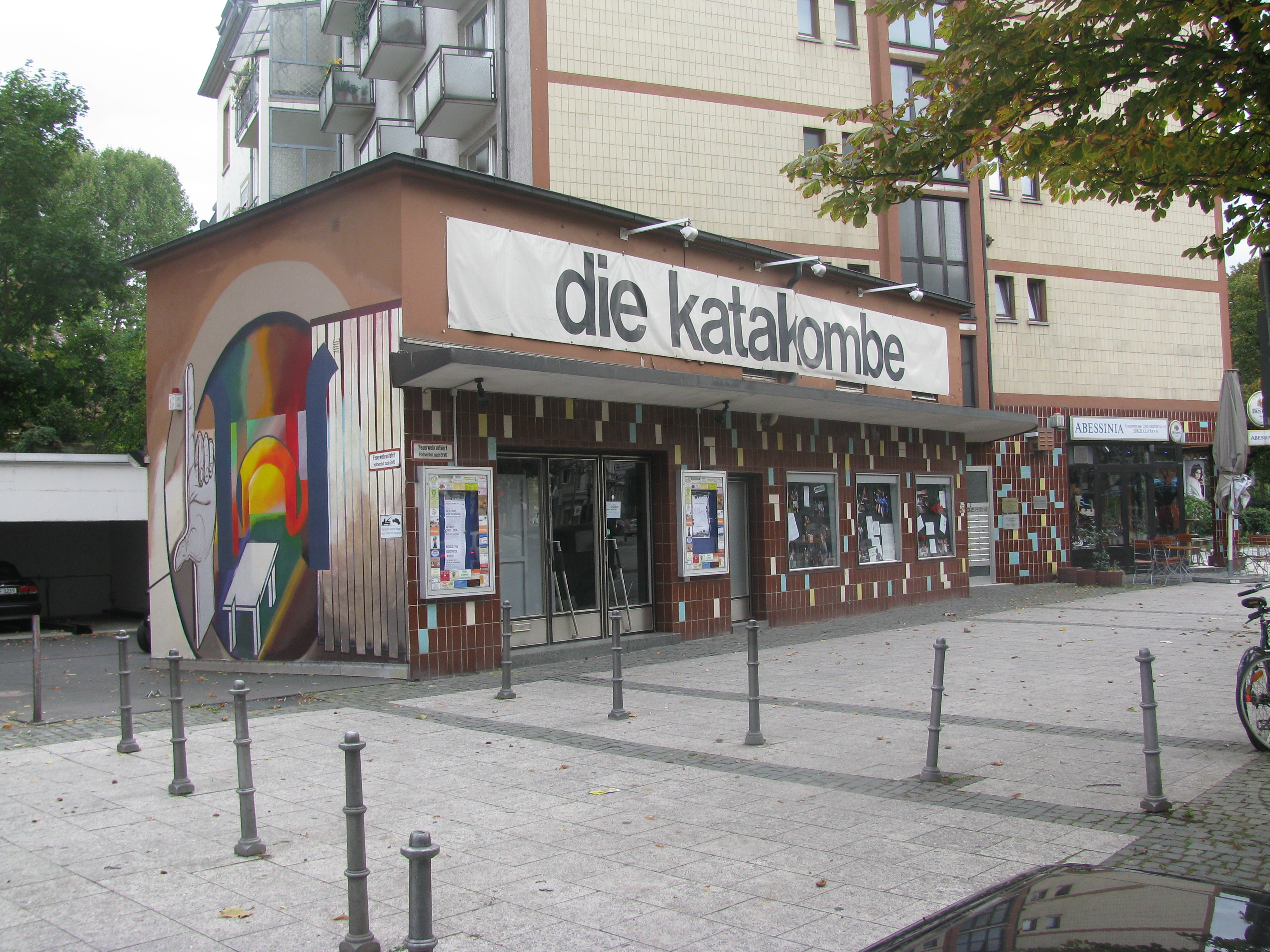
Die Katakombe Frankfurt in der Nähe vom Zoo

Die Katakombe ist ein kleines Theater in der Innenstadt von Frankfurt am Main. Es liegt auf der Verlängerung der Fußgängerzone in der Nähe des Zoo Frankfurt.
Es gab schon verschiedene Theater und Kleinkunstbühnen mit diesem Namen: eine ehemalige Kleinkunstbühne „Katakombe“ in München-Schwabing, die von Karl Theodor Langen gegründet wurde und Die Katakombe in Berlin, die am 10. Mai 1935 geschlossen wurde.

## Geschichte
Das Theater wurde im Oktober 1960 von einem Schauspieler-Kollektiv als Frankfurter Kellertheater gegründet. Es hatte anfangs seinen Sitz in der Schützenstraße in der Nähe des Mainufers. 1982 zog das Theater in ein ehemaliges Kino in die Pfingstweidstraße am Zoo und hat dort seitdem seinen festen Sitz.
Der Zuschauerraum der neuen Spielstätte fasst in der Standardbestuhlung 111 Plätze und kann für bis zu 150 Zuschauer erweitert werden. Die Bühne hat eine Größe von 50 m² und liegt ebenerdig zu den Zuschauern. Der ursprünglich für Kinovorführungen genutzte Zuschauerraum steigt tribünenartig in Reihen nach hinten an, so dass die hinteren Plätze auch eine gute Sicht auf die Bühne haben.

## Konzepte
Die Katakombe wartet mit einer großen Bandbreite quer durch fast alle Genres des Theaters auf. Schon seit den Anfängen des Theaters ist das Konzept der Bühne ein sehr zeitbezogener, gesellschaftskritischer Spielplan. Das Ensemble ist stets auf der Suche nach neuen Interpretationen und Spielformen.
Die Auswahl der Autoren reicht von den alten Griechen über die Klassik bis zur Gegenwart. Unverzichtbar bei jeder Inszenierung sind Elemente der Musik und des Tanztheaters.
Für die jüngeren Zuschauer gibt es seit 1972 das „theater für kinder“ mit Stücken des Berliner Grips-Theater, der „Roten Grütze“ und eigenen Stücken zum Alltag der Kinder in enger Kooperation mit den Schulen. Der Spielplan orientiert sich sehr stark am Hessischen Lehrplan für das Fach Deutsch, insbesondere der Leselisten für das Hessische Landesabitur.